# The Miami Herald
The Miami Herald est un quotidien publié aux États-Unis par The McClatchy Company. Son siège est situé au centre-ville de Miami en Floride. Sa clientèle est principalement située dans les comtés de Miami-Dade, de Broward et de Monroe. Il est également distribué dans le sud de la Floride, aux Caraïbes, en Amérique latine et ailleurs aux États-Unis.

## Description sommaire

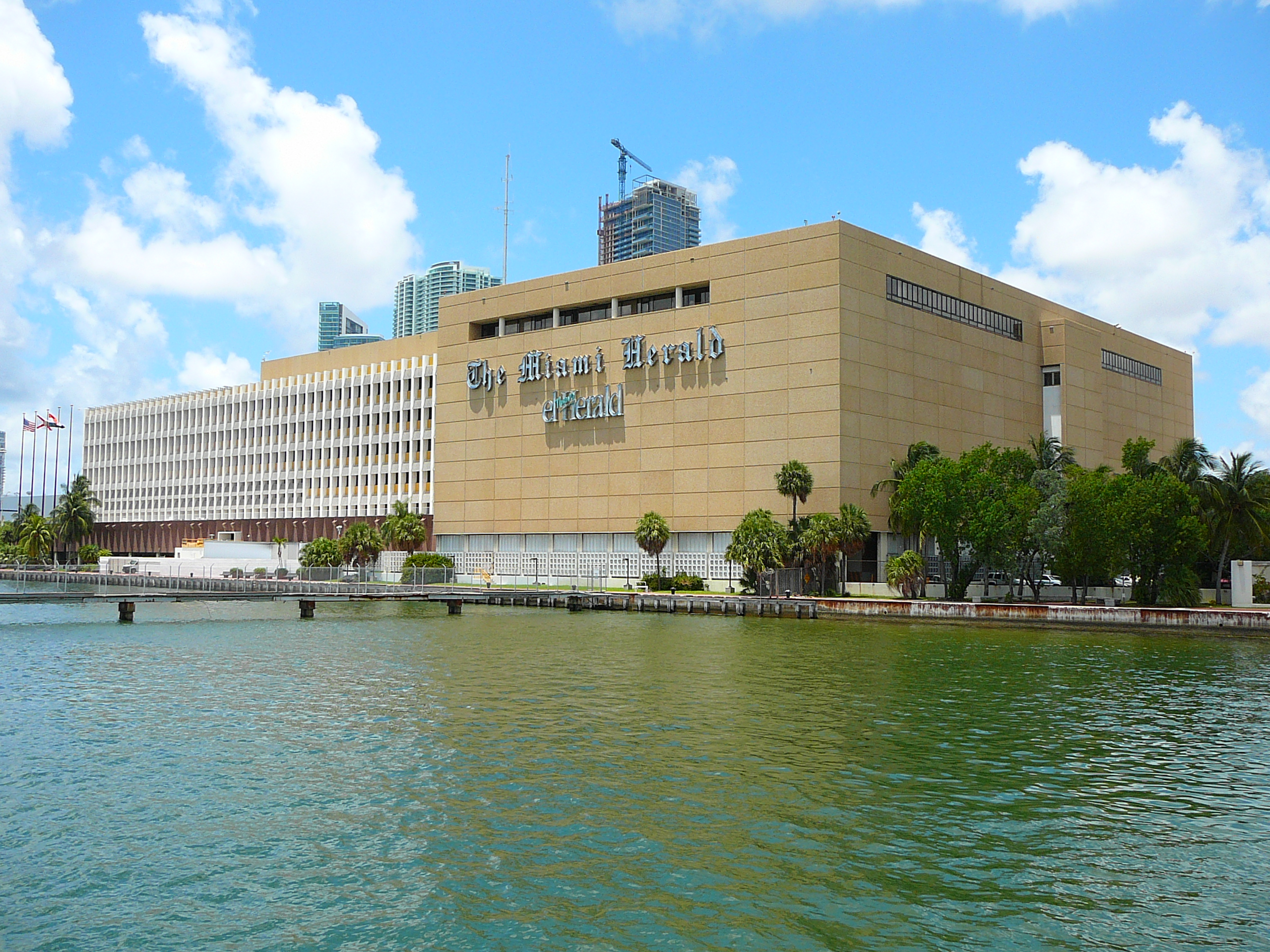
Siège du Miami Herald (jusqu'en 2013) près de Downtown Miami.

The Miami Herald emploie environ 1 400 personnes à Miami et dans différentes antennes régionales, incluant Bogota, Managua, Tallahassee, Vero Beach, Key West, le comté de Broward, tout en partageant un bureau avec McClatchy à Washington, DC. Sa salle de nouvelles comprend environ 450 personnes, dont 144 reporters, 69 éditeurs, 69 réviseurs, 29 photographes, cinq artistes graphiques (qui ne font pas de la mise en page), 11 chroniqueurs, six critiques (littéraires, de cinéma, etc.), 48 spécialistes éditoriaux et 18 journalistes juniors.
The Miami Herald a reçu 20 Prix Pulitzer depuis ses débuts en 1903. Il emploie quelques chroniqueurs réputés, dont le commentateur politique Leonard Pitts, Jr. (gagnant d'un Prix Pulitzer), l'humoriste Dave Barry et le nouvelliste Carl Hiaasen. Aminda Marqués est la rédactrice en chef et Alexandra Villoch est la directrice de rédaction.
Le quotidien publie en moyenne 88 pages par jour et 212 pages le dimanche.
Il est assez proche des représentants de la droite cubaine exilés à Miami.
Le directeur de The Miami Herald démissionne en 2008 à la suite de révélations concernant des rétributions occultes versées par le gouvernement américain à des journalistes afin de diffuser de la propagande anticommuniste.